# Naomi Mata'afa
Fiamē Naomi Mata'afa, née le 29 avril 1957 à Apia,, est une femme d'État samoane, Première ministre depuis le 24 mai 2021.

## Biographie

### Famille
Son père, Fiamē Mata'afa Faumuina Mulinu'u II, était un grand chef de la noblesse samoane traditionnelle (tamaʻaiga), et le premier Premier ministre des Samoa, de 1959 à 1970 et de 1973 à 1975. Il est le tenant du titre de Mata'afa, l'un des quatre plus hauts titres des chefferies traditionnelles. Il est également le titulaire du titre de Fiamē, un titre de matai (c'est-à-dire de chef de famille traditionnel). La mère de Naomi Mata'afa, Laulu Fetauimalemau Mata'afa, est députée, puis ambassadrice des Samoa en Nouvelle-Zélande de 1993 à 1997. Naomi Mata'afa est la seule enfant de ses parents, bien que son père ait eu d'autres enfants avant elle.

### Études et entrée en politique
Naomi Mata'afa est scolarisée dans une école privée pour filles, l'école Samuel Marsden à Wellington, en Nouvelle-Zélande. Elle obtient une licence en sciences politiques à l'Université Victoria de Wellington en 1979. Elle entre en politique lors des élections législatives du 23 février 1985, étant élue députée de la circonscription de Lotofaga, un village de l'île d'Upolu. Elle représente le Parti pour la protection des droits de l'homme (PPDH). Son père avait été député de Lotofaga durant sa carrière politique, jusqu'à son décès en 1975 ; sa mère avait alors représenté le village au Parlement pendant dix ans, avant de démissionner en faveur de sa fille, qui reçoit l'aval des électeurs. De par la Constitution, seuls les matai peuvent être élus députés ; ayant hérité du titre de Fiame de son père, Naomi Mata'afa peut entreprendre une carrière politique. (Par ailleurs, jusqu'en 1991, seuls les matai ont le droit de vote. Ce sont donc les chefs de famille du village qui envoient leur députée au Parlement.) Elle ne détient toutefois pas le titre de Mata'afa, qui est revenu à d'autres membres de sa famille.

### Ministre
En 1991, le Premier ministre Tofilau Eti Alesana lui confie le poste de ministre de l'Éducation, puis également celui de la Culture, du Musée des Samoa, de la Jeunesse et des Sports, fonctions qu'elle conserve jusqu'en 2006. Elle est alors la première femme ministre dans l'histoire du pays. (Puisque seuls les matai peuvent être députés et donc ministres, et que la très grande majorité des matai sont des hommes, les femmes sont rares en politique.) En 1995, Alesana lui confie également le ministère du Travail (jusqu'en 2001). En 2006, le premier ministre Tuilaepa Sailele Malielegaoi la nomme ministre des Femmes et du Développement communautaire et social, jusqu'en 2011, date à laquelle il la nomme ministre de la Justice,.
De 2006 à 2011, elle est par ailleurs présidente du Conseil exécutif de l'Université du Pacifique sud, et conjointement présidente du Conseil national des Femmes, fonctions exercées par sa mère avant elle.

### Vice-Première ministre
À l'issue des élections législatives de 2016, elle devient vice-Première ministre et ministre des Ressources naturelles dans le gouvernement de Sailele Malielegaoi. En septembre 2020, toutefois, elle quitte le gouvernement et est exclue du PPDH en raison d'un désaccord sur la politique menée par le Premier ministre. Elle siège dès lors comme simple députée sans étiquette. 

### Élections législatives de 2021 et crise constitutionnelle
En vue des élections d'avril 2021, elle rejoint le nouveau parti d'opposition Fa'atuatua i le Atua Samoa ua Tasi (ou FAST, Foi en un Dieu unique des Samoa), dont elle devient la cheffe début mars 2021. N'ayant aucun adversaire dans sa circonscription, elle est automatiquement réélue députée. Son nouveau parti remporte de justesse les élections d'avril 2021. Bien que son parti a été battu aux élections, le Premier ministre Sailele Malielegaoi refuse de reconnaître sa défaite et, au mépris d'un arrêt de la Cour suprême, fait fermer les locaux du Parlement pour empêcher la nouvelle majorité de siéger et d'élire sa rivale.

### Première ministre
Fiame Naomi Mata’afa est investie Première ministre lors d’une cérémonie improvisée dans les jardins du Parlement, le 24 mai 2021, et nomme son gouvernement le jour-même.
Tuilaepa maintient son refus de céder le pouvoir, arguant que le tribunaux doivent encore se prononcer sur la légitimité de l'élection de certains députés. Le 23 juillet, toutefois, la cour d'appel statue que la prestation de serment de Naomi Mata'afa le 24 mai était conforme à la Constitution, puisque le Parlement devait siéger à cette date au plus tard et qu'elle a agi en application d'un « principe de nécessité ». La cour précise qu'elle est ainsi légalement Première ministre depuis le 24 mai,. Elle est la première femme à occuper la fonction de chef de gouvernement aux Samoa.
En septembre 2023, elle préside la réunion du Groupe d'action ministérielle du Commonwealth (en) qui décide de suspendre partiellement le Gabon du Commonwealth des nations, en raison du coup d'État de 2023 au Gabon.
En octobre 2024, elle accueille à Apia la réunion des chefs de gouvernement du Commonwealth.
Le 10 janvier 2025, elle limoge Laauli Leuatea Schmidt de son poste de ministre de l'Agriculture et des Pêcheries, en raison de son inculpation pour faux, harcèlement, diffamation et entrave à la justice. Exclu du gouvernement, il demeure néanmoins président du parti, et des personnalités du parti condamnent son limogeage, certains demandant en réponse la destitution de la Première ministre. Le 14 janvier, ayant demandé à chacun de ses ministres s'ils la soutiennent, Fiame Naomi Mata'afa limoge les trois qui lui ont répondu « non » : Mulipola Anarosa Ale-Molio'o (la ministre des Femmes, de la Communauté et du Développement social), Toelupe Poumulinuku Onesemo (le ministre des Technologies de l'information et de la communication), et Leota Laki Sio (le ministre du Commerce, des Industries et du Travail)
,,. Le 15 janvier, elle est exclue du parti FAST par le bureau du parti, présidé par Laauli Leuatea Schmidt ; le vice-Premier ministre Tuala Iosefo Ponifasio et quatre autres ministres sont également exclus du parti.
Le chef de l'opposition, Sailele Malielegaoi, dépose alors une motion de défiance au Parlement pour tenter de la destituer. Lors du vote le 25 février, Leuatea Schmidt et les députés du FAST qui lui sont favorables votent contre la motion, se rangeant du côté des députés favorables à la Première ministre et lui permettant de rester en fonction.
Le 27 mai, le budget introduit par le gouvernement est rejeté par une majorité des députés, les députés associés à Laauli Leuatea Schmidt s'étant associés à ceux du PPDH pour faire chuter le gouvernement. Il en résulte une dissolution parlementaire et la tenue d'élections législatives anticipées,.

## Prises de position
Naomi Mata'afa se fait remarquer pour ses positions féministes et écologistes, militant pour l'égalité entre les hommes et les femmes et contre le réchauffement climatique. À la tête néanmoins d'un parti conservateur chrétien, elle précise en novembre 2021 que son gouvernement maintiendra l'interdiction de l'avortement, du mariage homosexuel et de l'euthanasie, car sa priorité est de gouverner en accord avec « les traditions et les coutumes samoanes et nos principes et valeurs chrétiens ».
Lors du sommet du Forum des Îles du Pacifique à Aitutaki en novembre 2023, elle exprime ses inquiétudes quant à la candidature de Baron Waqa au poste de secrétaire général du Forum. Elle rappelle les atteintes commises par Waqa, lorsqu'il était président de la république de Nauru de 2013 à 2019, contre l'indépendance de la justice, l'État de droit et les droits de l'homme à Nauru, ainsi que les soupçons de corruption qui pèsent sur lui. En réaction à la prise de parole de la Première ministre samoane, le président de Nauru, David Adeang, ancien homme fort du gouvernement Waqa, quitte le sommet avec la délégation de son pays, pour protester,,.